# 渡邉佳美
渡邉 佳美（わたなべ よしみ、1986年8月9日 - ）は、日本の女性声優。東京都出身。ケッケコーポレーション所属。

## 人物
アミューズメントメディア総合学院声優学科卒業。
趣味は野球観戦、2時間サスペンス鑑賞。特技はアルトサックス演奏。

## 出演
太字はメインキャラクター。

### テレビアニメ
2010年
- 夢色パティシエール（メイドB）

2014年
- 金田一少年の事件簿R（十神まりな）

2015年
- 銀魂'（女医者）

2016年
- Rewrite（井上晶、しまこ、幼いテンマ、天王寺幸枝）

2017年
- キノの旅 -the Beautiful World- the Animated Series（若い母親）

2018年
- たくのみ。（OL1、母親）
- りゅうおうのおしごと!（焙烙和美）

2021年
- アイドリッシュセブン Third BEAT!（2021年 - 2022年、女性タレント、女性B） - 2シリーズ
- プラチナエンド（リポーターA、観客3）

2022年
- かぎなど（井上晶、しまこ）
- クレヨンしんちゃん（お姉さん）

2024年
- SHY 東京奪還編

### ゲーム
2007年
- アポカリプス ディザイア・ネクスト

2011年
- Rewrite（しまこ、井上）

2013年
- 乙女的恋革命★ラブレボ!! 100kg（ココ）からはじまる→恋物語（ガールズライフ）（柴崎優）

2015年
- サウザンドメモリーズ（サンタリア、オフィーリア、リント、ロゼッタ）
- ウチの姫さまがいちばんカワイイ（音盤姫 古音イコ）

2018年
- 銀魂乱舞（百華、町人〈女〉）

2020年
- 偽りのアリス（2020年 − 2021年、ニャルラトホテプ、リコ）

2022年
- ドラえもん のび太の牧場物語 大自然の王国とみんなの家（ベル）

### ドラマCD
- プレイゾーン〜肉食彼氏と快感天使〜（女性客[8]）
- オタクくんの憂鬱
- 好物はいちばんさいごに腹のなか
- 優男とサディスティック
- 寄こす犬、めくる夜1

### 吹き替え

#### 映画
- ウェイヴ
- サベージ・キラー（ゾーイ）
- サベージ・キラー2（キラ）
- スイート16 キャンドルに願いを
- 霊幻道士XI 燃えよ!九叔道士の桃剣（シャオイン[9]）

#### テレビドラマ
- ベン・ハー（ティルザ〈クリスティン・クルック〉）
- まほうのレシピ（パイパー）

### ラジオ
- 小森まなみのPop'nパジャマEYE

### CM
- アニメイト（ナレーション）
- モランボン店頭用（ナレーション）

### イベント
- 東京ガールズコレクション モバゲーCM（ナレーション）

### シリーズ一覧
1. ↑  第1クール（2021年）、第2クール（2022年）